# Неаполіс (Крит)
Неа́поліс, також Неа́полі (грец. Νεάπολης) — невелике місто і колишній муніципалітет в Ласіті, східний Крит, Греція. З 2011 року місцеве самоврядування зробило його частиною муніципалітету Айос-Ніколаос. Місто розташоване в 12 кілометрах на захід від Айос-Ніколаос в зеленій долині Мірабелла. У період венеційського панування ці два населених пункти мали назву «Нове Село» ("New Village"). Неаполіс був столицею Ласіті до 1904 року, після чого столицею став Айос-Ніколаос.
Неаполіс є традиційним критським містом з вузькими вулицями і мощеними дорогами. На центральній площі розташований Собор Діви Марії.

## Щорічний фестиваль
Щорічно 15 серпня тут проходить свято, присвячене Діві Марії. На головну площу сходяться музиканти, традиційні танцюристи і продавці. Проводяться також деякі спортивні заходи, як-от велогонки навколо пагорбів Ласіті. Коли стемніє, мешканці урочистою ходою йдуть з смолоскипами вгору по схилу.

## Історико-краєзнавчий музей
У Неаполісі є невеликий краєзнавчий музей, у якому представлені в основному фотографії та поштові листівки міста.

## Місцева продукція
Місто оточене оливковими деревами. Оливки і оливкова олія є важливою частиною місцевої сільськогосподарської економіки.
Є також багато мигдалевих дерев. Традиційною місцевою продукцією Неаполіса є напій з мигдалю, що має назву soumada (англ. Orgeat syrup). Він має дуже солодкий мигдалевий смак, не містить алкоголю, і також може бути делікатно приправлений квітами.

## Природа
Навколо пагорбів, оточуючих Неаполі, крім звичайних черепах, зайців, кіз і стеблоїдок, можна іноді побачити орлів, колібрі і скорпіонів. Скорпіони, як правило, ховаються під камінням.

## Відомі жителі
В Неаполі народився антипапа Римо-католицької церкви Олександр V.